# Vistara
Fly the new feeling

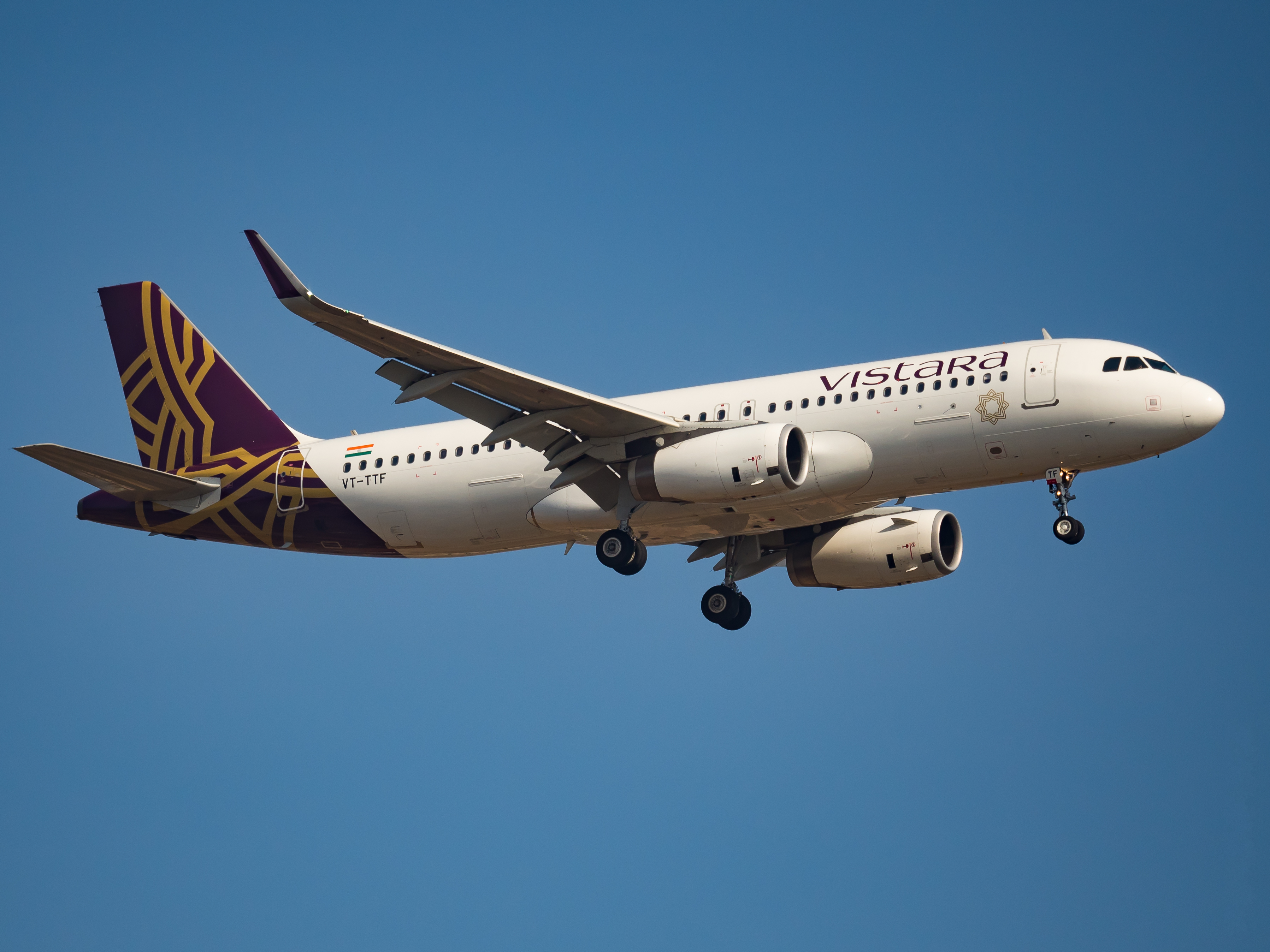
Un Airbus A320-200 de Vistara immatriculé VT-TTF à l'aéroport international Kempegowda, de Bangalore en Inde

Vistara était une compagnie aérienne indienne, fondée en 2015, filiale de Tata Sons et Singapore Airlines. Elle était basée à Gurgaon. Le 12 novembre 2024, la compagnie cesse ses activités à la suite du rachat par Air India. Elle fusionne avec Air India.

## Histoire
La compagnie a commencé ses activités le 9 janvier 2015 avec un vol inaugural entre Delhi et Bombay. Elle représente en mai 2017 3,3 % du marché des transporteurs nationaux, ce qui en fait la sixième compagnie aérienne nationale. 
Elle dessert en juillet 2018 vingt-deux destinations avec une flotte d'avions  Airbus A320-200. Vistara a été la première compagnie aérienne à introduire des sièges d'économie supérieure sur les routes intérieures en Inde.
Le 30 août 2024, Vistara annonce qu'elle cesse d'accepter de nouvelles réservations à partir du 3 septembre 2024 et fusionnera avec Air India le 12 novembre 2024.

## Flotte
En mars 2019, Vistara exploitait une flotte exclusivement composée d'Airbus A320.  
- 13 Airbus A320-200
- 9 Airbus A320neo
- 1 Boeing 787-9 livré en 2020

En juillet 2018, elle a passait commande pour 13 avions de la famille A320 neo et en louera 37 exemplaires supplémentaires; elle avait commandé cinq Boeing 787-9.
En 2019, elle a repris les Boeing 737 de l'ex Jet Airways

## Destinations
En juillet 2018, la compagnie desservira 22 destinations nationales. Les premières lignes internationales étaient initialement prévues à la fin de l'année 2018.
La compagnie desservait Paris CDG en Boeing 787 Dreamliner depuis l'été 2020.

### Destinations intérieures
- Ahmedabad: Ahmedabad-Sardar-Vallabhbhai-Patel,
- Amritsar, Penjab: Amritsar-Guru-Ram-Das,
- Bagdogra: Bagdogra,
- Bangalore: Bangalore-Kempegowda,
- Bhubaneswar: Bhubaneswar-Biju Patnaik
- Calcutta: Calcutta-N. S. C. Bose
- Chandigarh: Chandigarh
- Chennai: Madras (Chennai)
- Dehradun: Dehradun
- Delhi: Delhi-Indira Gandhi
- Dibrugarh: Dibrugarh
- Goa: Goa-Dabolim
- Guwahati: Guwāhāti
- Hyderabad: Hyderabad-R. Gandhi
- Indore: Indore
- Jammu: Jammu
- Jodhpur: Jodhpur
- Khajuraho: Khajurâho (en)
- Kochi/Cochin: Cochin
- Leh: Leh
- Lucknow: Lucknow-Amausi
- Mumbai/Bombay: Bombay-Chhatrapati-Shivaji
- Patna: Patna
- Port Blair: Port Blair
- Pune: Pune
- Raipur: Raipur
- Ranchi: Ranchi
- Srinagar: Srinagar
- Thiruvananthapuram: Trivandrum
- Udaipur: Udaipur
- Varanasi: Varanasi (Bénarès)-Lal Bahadur Shastri

### Destinations Internationales
- Thaïlande:

Bangkok: Bangkok-Suvarnabhumi
- Sri Lanka:

Colombo: Colombo-Bandaranaike
- Émirats arabes unis:

Dubaï: Dubaï
Abou Dabi: Abou Dabi
- Népal:

Katmandou: Katmandou-Tribhuvan
- Singapour:

Singapour: Singapour-Changi
- France:

Paris: Paris-Charles de Gaulle
- Royaume-Uni:

Londres: Londres-Heathrow
- Allemagne:

Francfort-sur-le-Main: Francfort
- Maldives:

Malé: Malé Velana
- Oman:

Mascate: Mascate
(à partir du 12/12/2022)
- Qatar:

Doha: Doha-Hamad
- Arabie Saoudite:

Djeddah: Djeddah - Roi-Abdelaziz
- Bangladesh:

Dacca: Dacca-Shah Jalal